# Armand Vaquerin
 (septembre 2023).
Pas d'image ? Cliquez ici

a Compétitions nationales et continentales officielles uniquement.

b Matchs officiels uniquement.
Armand Vaquerin, né le 21 février 1951 à Sévérac-le-Château et mort le 10 juillet 1993 à Béziers, est un joueur de rugby français.
Durant sa carrière, il jouait essentiellement au poste de pilier gauche bien qu'il fût un joueur de champ reconnu.

## Biographie
Il prit définitivement la succession de Jean-Pierre Hortoland en 1972, et détient toujours le plus gros palmarès national du rugby français en tant que joueur, obtenu grâce à son club de Béziers, qui dominait le rugby hexagonal dans les années 1970-1980. 
Il remporta dix titres (un record) et participa à une finale supplémentaire. 
À signaler pour ce joueur une grave entorse au genou lors de la finale de 1975, se rappelant ensuite parfois à son « bon » souvenir.
En 1984, après sa prestigieuse carrière, il s'installe à La Graverie dans l'Aveyron Sud, où il fait la connaissance du président du Rugby Club du Rougier (Bernard Bouzat), qui le fait alors nommer président d'honneur de son club. 
Août 1992 le voit disputer son jubilé à Béziers, devant un parterre d'avants français internationaux.
Il fait partie, selon un article du quotidien britannique The Times publié en 2006, des dix joueurs français de rugby « les plus effrayants »,.
Son frère Élie Vaquerin (de son vrai prénom Hélios, né en 1949), également cafetier à Béziers, joua à ses côtés comme talonneur pour l'obtention du titre en 1972, et fut également champion de France de Nationale B avant de finir sa carrière au Fleury Olympique avec qui il a été champion de France Honneur en 1988, 3e Division en 1989 et de 2e Division en 1991.
Il meurt le 10 juillet 1993 à l'âge de 42 ans, neuf ans après la fin de sa carrière sportive au plus haut niveau, au cours d'une « démonstration » de roulette russe dans le bar biterrois « le bar des Amis », avenue Gambetta.
À noter que cette version est remise en question par un podcast intitulé « Le canon sur la tempe », publié en décembre 2018 et réalisé par Alexandre Mognol.
En effet, le passé opaque d'Armand  Vaquerin y est décrit : ses fréquentations dans le milieu de la nuit, ses relations avec les milieux mafieux toulonnais (Jean-Louis Fargette), sa consommation de stupéfiants (cocaïne).
Depuis l'année de son décès, il donne son nom à un challenge de prestige organisé par « Les Amis d'Armand », sa famille et des dirigeants du RC Rougier, de Camarès et de Saint-Affrique tous les ans au mois d'août, le Challenge Armand Vaquerin. Le stade de Valras-Plage porte également son nom, et l'association des « Amis d'Armand » organise parfois quelques matchs vétérans sur la région. Une stèle lui est dédiée l'après-midi du 13 septembre 2007 au stade de la Méditerranée, lors d'une rencontre contre le Stade Français.
Il est inhumé au cimetière neuf de Béziers.

## Palmarès

### En club
- Champion de France en 1971, 1972, 1974, 1975, 1977, 1978, 1980, 1981, 1983 et 1984 (record du joueur ayant remporté le plus de championnat).
- Finaliste du Championnat de France en  1976, demi-finaliste en 1973
- Challenge Yves du Manoir en 1972, 1975 et 1977;
- Vainqueur de la Coupe de France 1986  (ne joue pas la finale)
- Finaliste du challenge du Manoir en 1973, 1978, 1980 et 1981;
- Bouclier d'automne en 1970, 1971, 1974, 1976, 1977(ne joue pas la finale),1980, 1983;
- Challenge Jules Cadenat en 1970, 1971, 1972, 1974, 1977, 1978, et 1979 (devenu international);
- Finaliste du bouclier d'automne en 1972, 1975(ne joue pas la finale) 1981(ne joue pas la finale), 1984 .

### En équipe nationale
- 1er ex æquo du Tournoi des Cinq Nations en 1973 (joue le match contre l'Écosse) (2e en 1974, 1975 et 1979);

## Statistiques en équipe nationale
- 26 sélections en équipe de France de 1971 à 1980 (25 comme titulaire), dont 14 dans le Tournoi des Cinq nations;
- Participation au Tournoi en 1972 (2), 1973 (1), 1974 (3), 1975 (4), 1979 (2) et 1980 (2; dernière sélection face à l'Irlande le 1er mars);
- Tournées en Australie en 1972, Argentine en 1974 et 1977, et États-Unis en 1976;
- 1re sélection le 11 décembre 1971, en test-match contre la Roumanie à Béziers même.